# Die logische Form der Handlungssätze
Die logische Form der Handlungssätze (engl. Originaltitel The Logical Form of Action Sentences)  ist ein  Aufsatz des US-amerikanischen Analytischen Philosophen Donald Davidson aus dem Bereich der Handlungstheorie (vgl. Ereignissemantik). Er wurde 1966 bei einem Kongress über The Logic of Decision and Action an der University of Pittsburgh vorgetragen. Er behandelt ein Problem, das entsteht, wenn man Aussagen über Handlungen formalisiert, d. h. in eine prädikatenlogische Notation überträgt. Davidson zufolge hat der britische Philosoph Anthony Kenny als erster auf dieses Problem aufmerksam gemacht. Davidsons Lösung dieses Problems hat die ontologische Konsequenz, dass Handlungen zu den Gegenständen gezählt werden müssen. Dies fügt sich ein in Davidsons an anderer Stelle entwickelte ontologische Überlegungen: Handlungen betrachtet er als Spezialfälle von Ereignissen und diese wiederum ebenfalls als Gegenstände (vgl. hierzu insbesondere seine Aufsätze Kausale Beziehungen und Zur Individuation von Ereignissen).

## Das Problem
Davidson untersucht den folgenden Beispielsatz:
(1) Müller schmierte das Brötchen um Mitternacht im Badezimmer mit einem Messer.
Laut Davidson würden "die meisten Philosophen heutzutage diesen Satz zunächst so analysieren […], als enthielte er ein fünfstelliges Prädikat, dessen Argumentstellen in offenkundiger Weise durch singuläre Termini oder gebundene Variablen ausgefüllt werden." Eine gängige Übersetzung in Prädikatenlogik würde also etwa so aussehen:
(1a) {\displaystyle S_{1}(m,b,n,d,s)}
Hier steht "S" für die fünfstellige Relation "schmieren", m ist ein singulärer Terminus für Müller, b für das Brötchen, n für die Mitternacht, d für das Badezimmer und s für das Messer. Das Problem hierbei sind die adverbialen Bestimmungen "um Mitternacht", "im Badezimmer" und "mit dem Messer". Dazu betrachten wir:
(2) Müller schmierte das Brötchen.
Dieser Satz könnte analog zu oben wie folgt analysiert werden:
(2a) {\displaystyle S_{2}(m,b)}
Mit dieser Analyse, so Davidson, "verwischen wir die logischen Beziehungen zwischen diesen Sätzen", nämlich, dass (2) aus (1) folgt. Im Gegensatz dazu folgt (2a) jedoch nicht aus (1a), dies liegt daran, dass das zweistellige Prädikat {\displaystyle S_{2}} keinerlei logische Beziehungen zum fünfstelligen Prädikat {\displaystyle S_{1}} aufweist, und es daher auch keine prädikatenlogische Schlussregel gibt, welche den Schluss von (1a) auf (2a) erlaubt.
Es gibt eine zweite Möglichkeit, (2) zu formalisieren, bei der der Satz "als elliptische Formulierung für "Müller schmierte das Brötchen irgendwo mit irgendetwas irgendwann"" aufgefasst würde:
(2b) {\displaystyle \exists x\exists y\exists zS_{1}(m,b,x,y,z)}
Bei dieser Formalisierung bleibt die Folgerungsbeziehung zwischen (1) und (2) erhalten, denn (2b) folgt aus (1a), insbesondere weil in beiden Formalisierungen dasselbe Prädikat ({\displaystyle S_{1}}) verwendet wird. Das Problem bei diesem Vorgehen ist jedoch, "dass wir niemals sicher sein könnten, wie viele Reservestellen bei jedem Handlungsprädikat mitgeliefer,t werden müssten.". Es ist möglich, zu (1) noch weitere adverbiale Bestimmungen hinzuzufügen (etwa die Bestimmung "indem er es zwischen den Zehen seines linken Fußes hielt"). Für eine einheitliche Formalisierung müsste das Prädikat, das "schmieren" formalisieren soll, eine zusätzliche Stelle für jede solche adverbiale Bestimmung aufweisen, und es erscheint problematisch, die genaue Anzahl aller möglichen Bestimmungen anzugeben.

## Davidsons Lösung
Davidson macht die Beobachtung, dass kein analoges Problem auftritt, "[w]enn ich sage, ich habe ein Haus in der Innenstadt gekauft, das vier Schlafzimmer hat, zwei offene Kamine und in der Küche einen Kronleuchter aus Glas", hier kann man offenbar "immer weitere Einzelheiten hinzufügen". Die logische Form dieses Satzes ist: „Es gibt ein Haus derart, dass ich es gekauft habe, es liegt in der Innenstadt, es hat vier Schlafzimmer …“ also:
(3){\displaystyle \exists x(H(x)\land G(x,k)\land I(x))}
wobei H für "... ist ein Haus" steht, "G" für "--- hat ... gekauft", k für mich und I für "... liegt in der Innenstadt". Die einzelnen Relativsätze erscheinen hier als Konjunkte in der Existenzaussage und hier ist es erlaubt, bei Bedarf beliebig viele hinzuzufügen.
Daher liegt es nahe, den problematischen Satz analog zu formalisieren:
(1b){\displaystyle \exists x(S(x,m,b)\land Z(x,n)\land O(x,d)\land I(x,s))}
Dabei steht S für "... ist ein Schmieren von --- eines ___", Z für "der Zeitpunkt von ... ist ---", O für "der Ort von ... ist ---" I für "... wird ausgeführt mit ---". (1b) ist damit etwa wie folgt zu lesen: "Es gibt ein x, derart dass x ein Schmieren von Müller des Brötchens ist und x fand um Mitternacht statt und der Ort von x ist das Badezimmer und x wurde ausgeführt mit dem Messer". Satz (2) würde dann wie folgt formalisiert:
(2c){\displaystyle \exists xS(x,m,b)}
Diese Analyse erhält die Folgerungsbeziehung zwischen (1) und (2), außerdem werden jetzt die adverbialen Bestimmungen (ähnlich wie in (3)) als Konjunkte repräsentiert, es ist also nicht nötig, sich auf eine maximale Anzahl solcher Bestimmungen festzulegen.
In der Analyse (1b) müssen Handlungen zu den Werten der Variable x in gezählt werden, damit der Satz wahr sein kann. Nach Quine (vgl. dessen Aufsatz Was es gibt) ist Davidson damit eine ontologische Verpflichtung eingegangen, dass es Handlungen als eigenständige Gegenstände gibt. Davidson bemüht sich daher Argumente, die von der Analyse (1b) unabhängig sind, dafür beizubringen, dass es sich bei Handlungen um Gegenstände handelt:
1. Auf Handlungen kann man sich (wie auf Dinge) mit Pronomen beziehen, wie etwa in „Müller tat es mit einem Messer.“ – „Bitte erzähl mir mehr darüber“[3] "es" und "darüber" referieren hier auf das, was Müller getan hat.
2. Nach Davidson beruhen Entschuldigungen darauf, dass eine bestimmte Tat auf unterschiedliche Weise beschrieben wird: einmal als "beklagenswerte Tat" (dass ich eine bestimmte Person erschossen habe) einmal als "entschuldbare Tat" (dass ich im Glauben, das Gewehr sei nicht geladen, auf die Person angelegt und abgedrückt habe). Die Entschuldigung liegt in der Behauptung, dass diese beiden Taten identisch sind. Wenn diese Analyse richtig ist, dann müssen Taten (oder spezieller: Handlungen) Gegenstände sein, denn andernfalls ließen sie sich nicht als identisch bezeichnen.[4]
3. Ähnlich wie Entschuldigungen funktionieren Erklärungen von Handlungen: Die Handlung „einen Scheck ausstellen“ lässt sich erklären, indem sie als „seine Schulden bezahlen“ beschrieben wird. Auch hier beruht die Erklärung darauf, dass sich die beiden Handlungsbeschreibungen auf dieselbe Handlung beziehen, es handelt sich also erneut um eine Identitätsaussage.[3]